# Platytainia maculata
Platytainia maculata är en tvåvingeart som beskrevs av Macquart 1851. Platytainia maculata ingår i släktet Platytainia och familjen parasitflugor. Inga underarter finns listade i Catalogue of Life.